# Eremiaphila savignyi
Eremiaphila savignyi è una specie di mantide religiosa appartenente al genere Eremiaphila.